# Indicatif régional 575

La carte indique les régions de l'État du Nouveau-Mexique desservies par les indicatifs régionaux 505 et 575.

L'indicatif régional 575 est l'indicatif téléphonique régional qui dessert les régions de l'État américain du Nouveau-Mexique à l'extérieur des régions métropolitaines d'Albuquerque, de Santa Fe, de Farmington et de Gallup. 
L'indicatif régional 575 fait partie du Plan de numérotation nord-américain.